# Xolotrema denotatum
Xolotrema denotatum är en snäckart som först beskrevs av Ferussac 1821.  Xolotrema denotatum ingår i släktet Xolotrema och familjen Polygyridae. Inga underarter finns listade i Catalogue of Life.